# Jan Nilsson (kierowca wyścigowy)
Jan „Flash” Nilsson (ur. 15 grudnia 1960 roku w Karlstad) – szwedzki kierowca wyścigowy.

## Kariera
Nilsson rozpoczął karierę w wyścigach samochodowych w 1982 roku od startów w Szwedzkiej Formule Ford, gdzie dwukrotnie stawał na podium, w tym raz na jego najwyższym stopniu. Z dorobkiem 27 punktów został sklasyfikowany na trzeciej pozycji w klasyfikacji generalnej. W późniejszych latach Szwed pojawiał się także w stawce Szwedzkiej Formuły Ford 1600, Szwedzkiej Formuły 3, Festiwalu Formuły Ford, Grand Prix Makau, Renault Clio International Cup, Renault Clio Cup Scandinavia, Nordic Championship FIA, Renault Spider Europe, Swedish Touring Car Championship, Bathurst 1000, French Supertouring Championship, Fyndbörsen Cup Sweden, European Super Touring Championship, European Touring Car Championship, Niemieckiego Pucharu Porsche Carrera, Skandynawskiego Pucharu Porsche Carrera, European Touring Car Cup, Scandinavian Touring Car Cup, Scandinavian Touring Car Championship oraz Swedish GT.